# Academia Militar dos Estados Unidos
Academia Militar dos Estados Unidos (em inglês: United States Military Academy), conhecida também como Academia de West Point, ou simplesmente pela sua sigla em inglês, USMA, é uma Academia Federal de Educação Militar de 4 anos, do Exército dos Estados Unidos, localizada em West Point, Nova Iorque. A academia localiza-se em terras altas às margens do Rio Hudson, 80 km ao norte de Nova Iorque. Todo o campus central é um ponto de referência nacional e lar de locais, construções e monumentos históricos. A maioria das construções neogóticas do campus foram construídas de granito cinza e preto. O campus é um destino turístico popular completo com um grande centro de visitantes e o mais velho museu do Exército dos Estados Unidos.
Candidatos à admissão precisam solicitar diretamente à Academia e receber uma nomeação, geralmente de um senador ou representante. Os estudantes são oficiais-em-treinamento, sendo chamados de cadetes, ou coletivamente como Corpo de Cadetes dos Estados Unidos (United States Corps of Cadets - USCC). O ensino para os cadetes é totalmente baseado no Exército em troca de serviço ativo obrigatório após a graduação. Aproximadamente 1300 cadetes entram na Academia a cada julho, com cerca de 1000 cadetes finalizando o curso.
O programa acadêmico garante grau de bacharel em ciências, com um currículo com as notas dos cadetes em uma vasta área acadêmica, liderança militar e participação obrigatória em competições atléticas. Os cadetes precisam aderir ao Código de Honra do Cadete, cujo lema é " um cadete nunca mentirá, trapaceará, roubará, ou tolerará qualquer dessas ações". A academia baseia-se na experiência de liderança dos cadetes, desenvolvida em três pilares: ensino acadêmico, treinamento físico e treinamento militar. Os cadetes graduados são comissionados como segundo-tenente do Exército. Cadetes estrangeiros são comissionados nos exércitos de seus países.
Devido à idade da academia e de sua missão única, suas tradições influenciam outras instituições. É a primeira universidade norte-americana a ter anel de formatura, e seu currículo técnico foi um modelo para as escolas de engenharia subsequentes. o Corpo de Cadetes de West Point possui uma hierarquia interna. Todos os cadetes moram no campus e comem juntos nos dias de semana. Cadetes competem em um esporte a cada outono, inverno e primavera nos níveis internos, em clubes ou intercolegiais. Seu time de futebol americano é referência nacional, vencendo três campeonatos nacionais. Seus estudantes são conhecidos como "The Long Gray Line" (A Grande Linha Cinza), e em seu corpo de alunos notáveis incluem-se dois presidentes dos Estados Unidos, vários generais famosos, e 76 ganhadores da Medalha de Honra.
A academia foi designada, em 15 de outubro de 1966, um distrito do Registro Nacional de Lugares Históricos bem como, em 19 de dezembro de 1960, um Marco Histórico Nacional.

## História

### Período colonial
O Exército Continental foi o primeiro a ocupar West Point, em 27 de Janeiro de 1778; tornando-se a mais antiga guarnição militar em atividade contínua dos Estados Unidos. Entre 1778 e 1780, engenheiros poloneses e o herói militar Tadeusz Kosciuszko supervisionaram a construção do forte. A Grande Cadeia do Rio Hudson e o estreito em curva de "s" do rio possibilitaram ao Exército Continental prevenção contra navios da Marinha Britânica. Como comandante das fortificações de West Point, Benedict Arnold cometeu no entanto um ato infame de traição, numa tentativa de vender o forte aos britânicos. Depois de Arnold ter traído a causa patriótica, o exército mudou o nome da fortificação de West Point para Fort Clinton. Com a paz após a Guerra Revolucionária Americana, vários materiais bélicos e suprimentos foram depositados em West Point.
Os cadetes foram submetidos à treinamentos em artilharia e engenharia na guarnição desde 1794. O Congresso autorizou formalmente o estabelecimento e fundou a Academia Militar dos Estados Unidos em 16 de Março de 1802. Nesses anos iniciais tumultuados, a academia aceitou cadetes da idade de 10 a 37 anos, com a formação entre 6 meses a 6 anos de duração. A iminência da Guerra de 1812 fez o Congresso autorizar um sistema formal de educação para a academia e aumentou o Corpo de Cadetes para 250. A base para a expressão "The Long Gray Line" originou-se em 1814 , com a introdução do uniforme cinza durante o mandato do superintendente Alden Partridge.

## Esportes

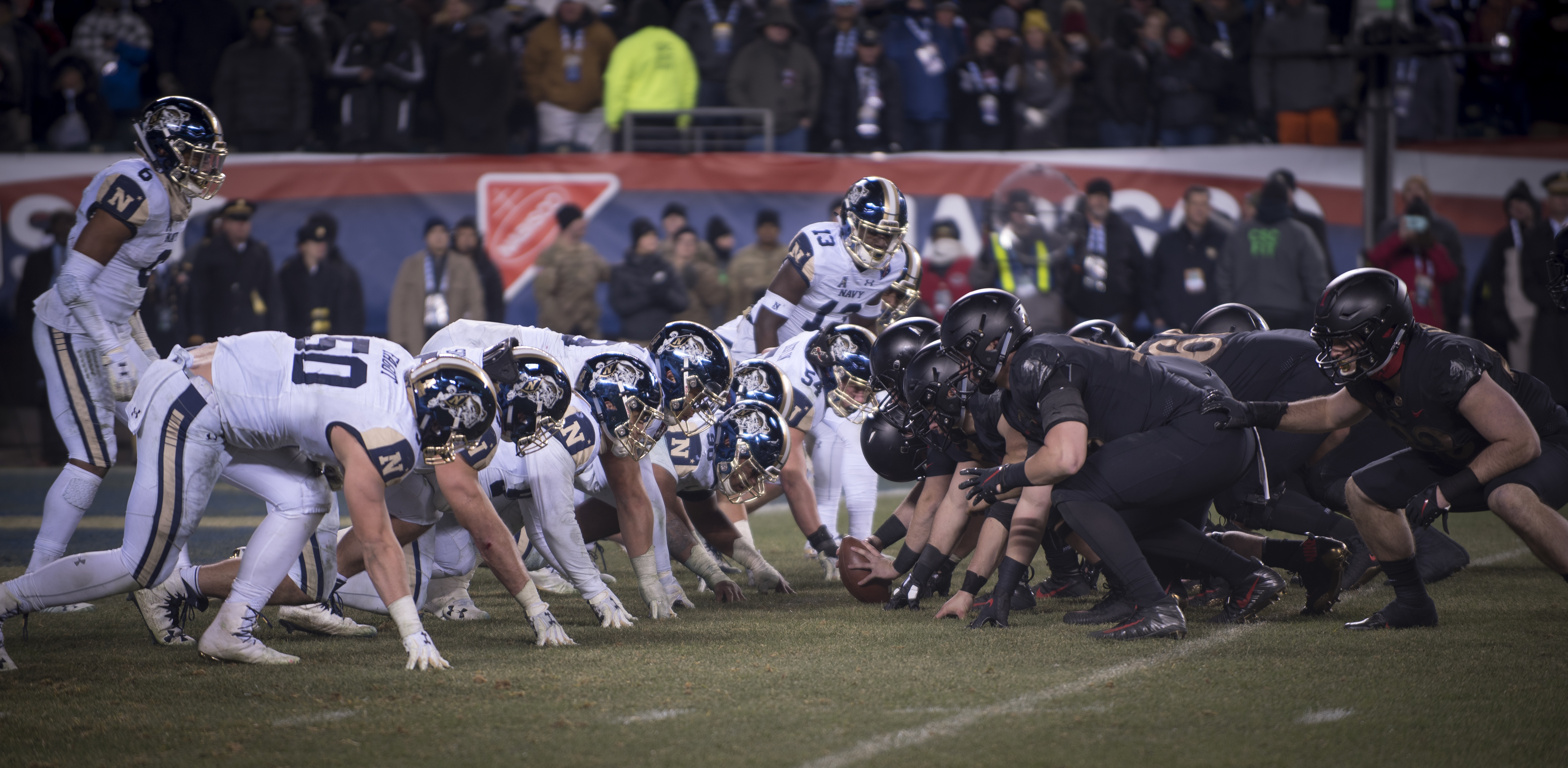
Partida entre o Army Black Knights e o Navy Midshipmen em 2018.

No futebol americano universitário, o time representante da academia é o Army Black Knights football, o time começou a jogar em 1890 quando foi desafiado pelo Navy Midshipmen football da Academia Naval dos Estados Unidos, na época ainda considerado um esporte novo. O confronto Army vs Navy é considerado uma das maiores rivalidades do futebol americano universitário, com a partida geralmente acontecendo no mês de dezembro, várias vezes contando com a presença do Presidente dos Estados Unidos. O time manda seus jogos no Michie Stadium, que está no campus da academia, já foi campeão nacional três vezes (1944, 1945 e 1946).
No total, a academia possui 24 times em diferentes esportes, apesar de não tão populares como no futebol americano, a academia se destaca em esportes como rugby, lacrosse e handebol feminino.

## Galeria de imagens

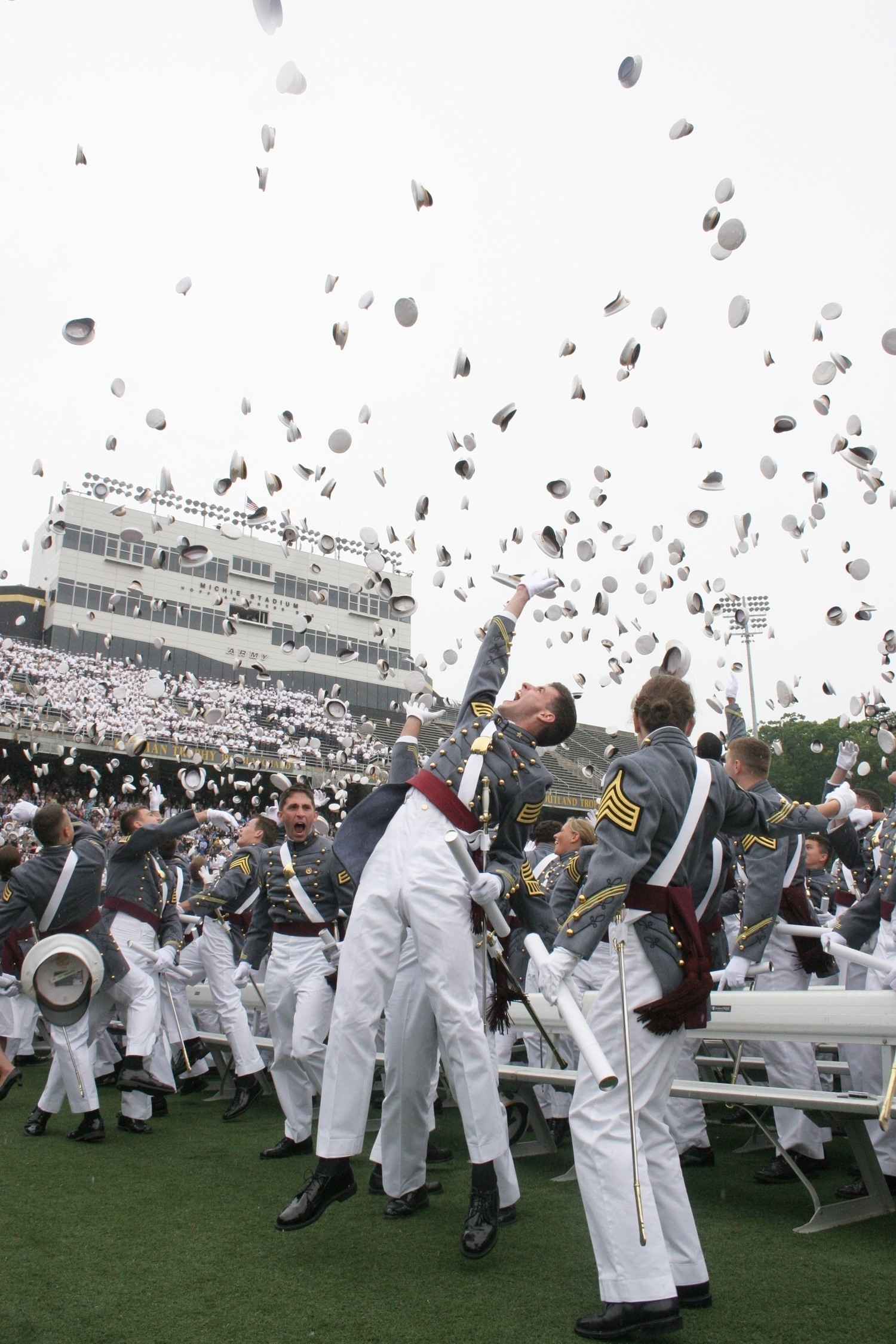
Formandos da classe de 2008.
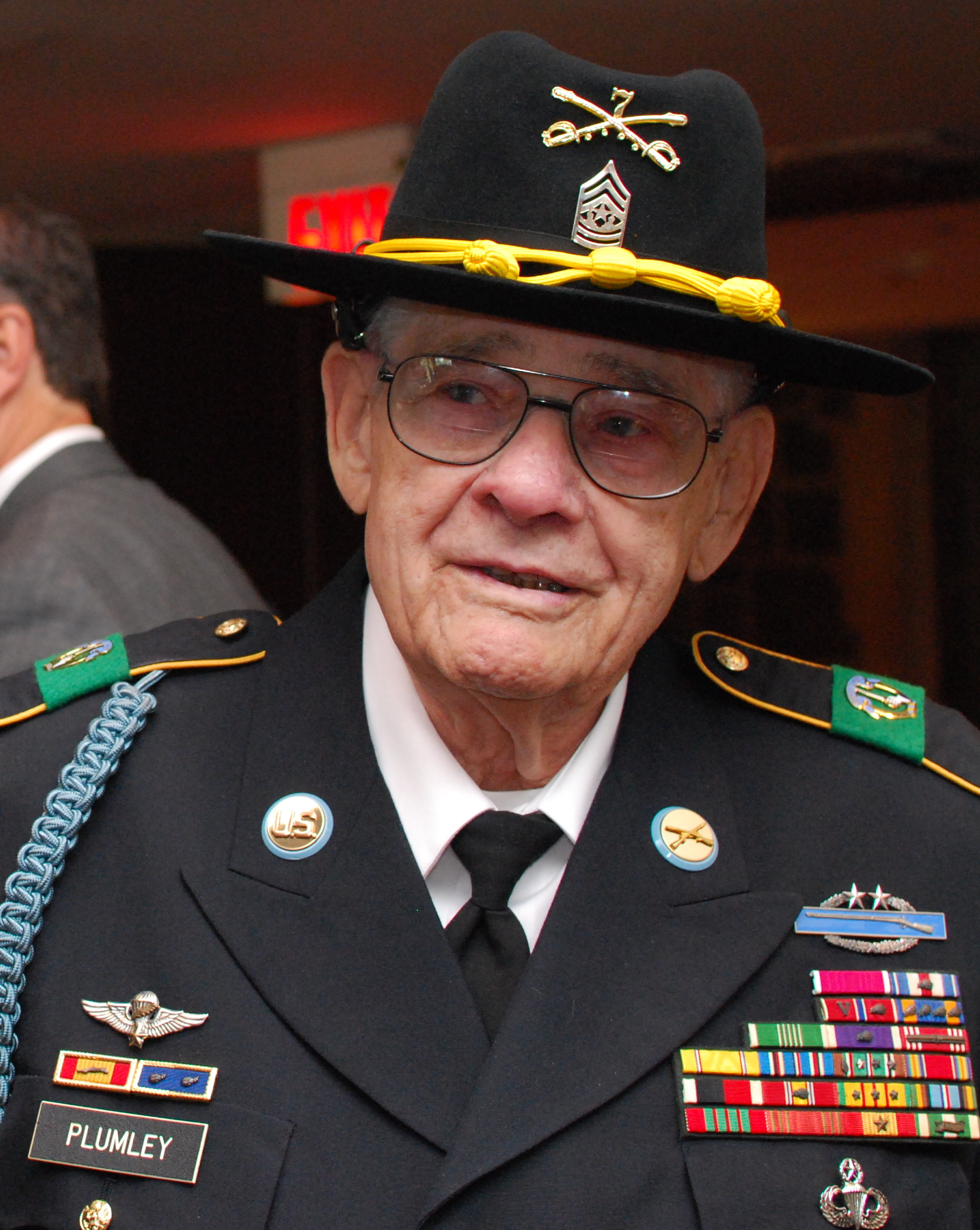
Basil L. Plumley na USMA, em 10 de maio de 2010.
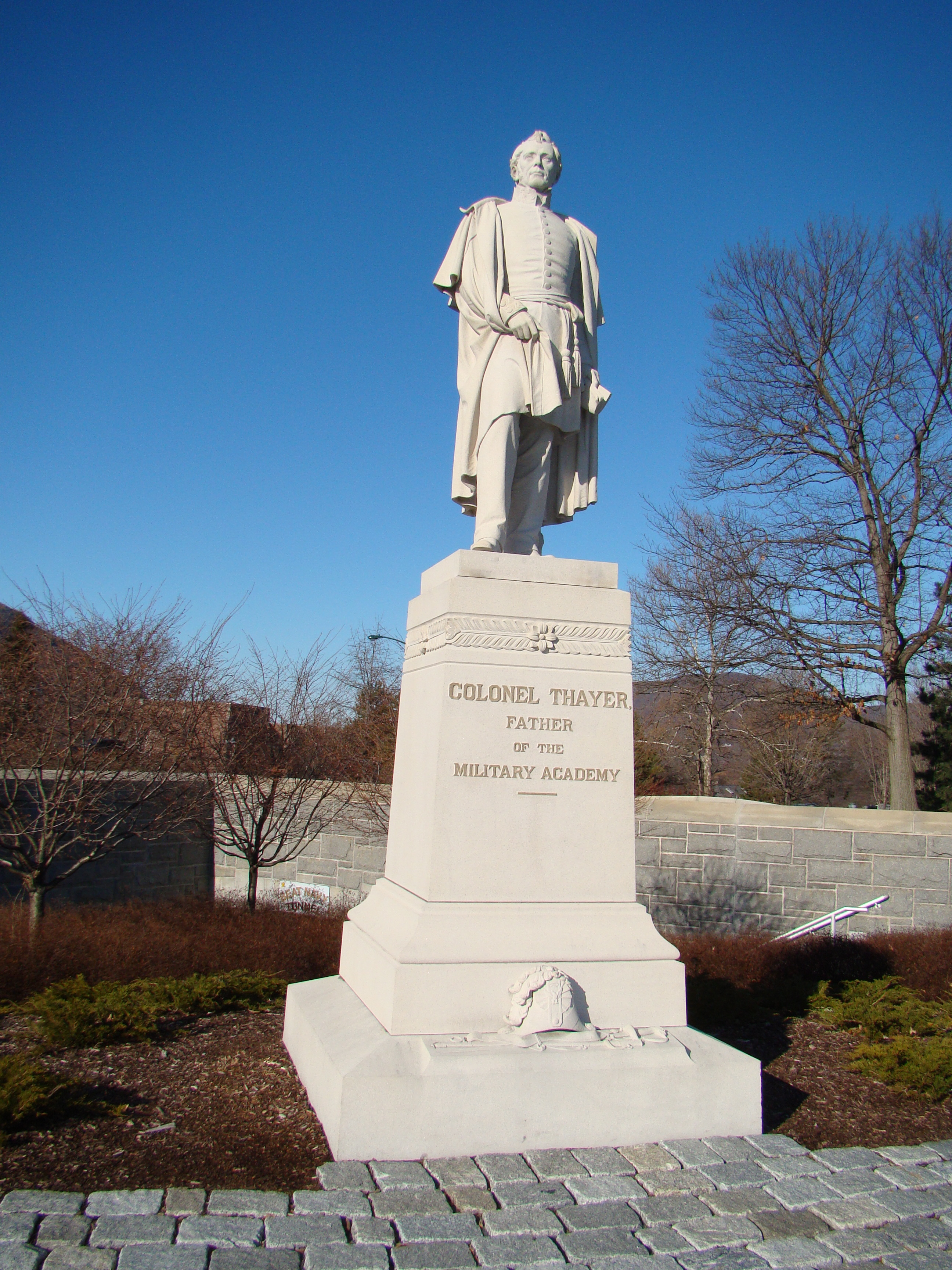
Monumento Thayer.
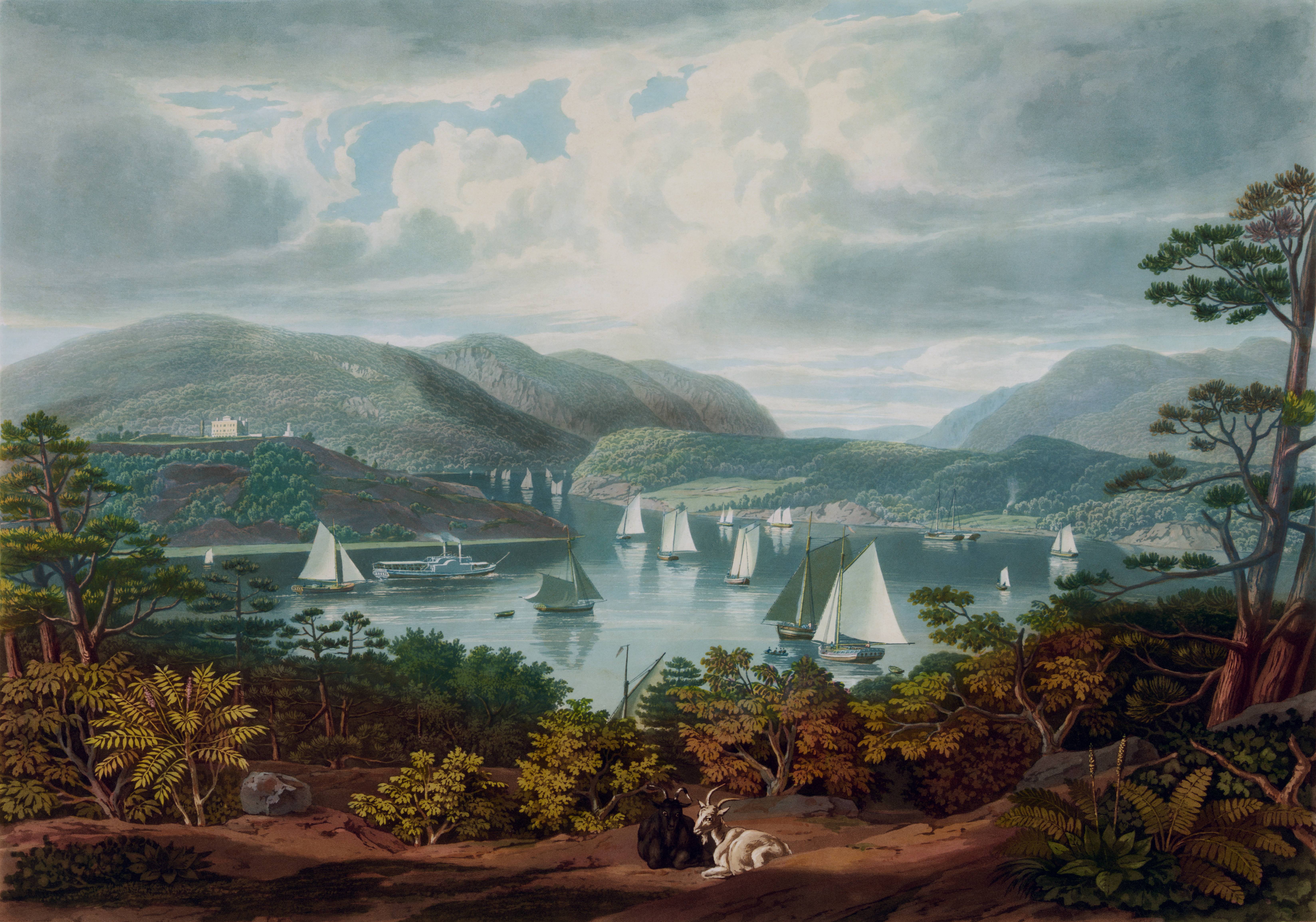
West Point, from Phillipstown, por W. J. Bennett.
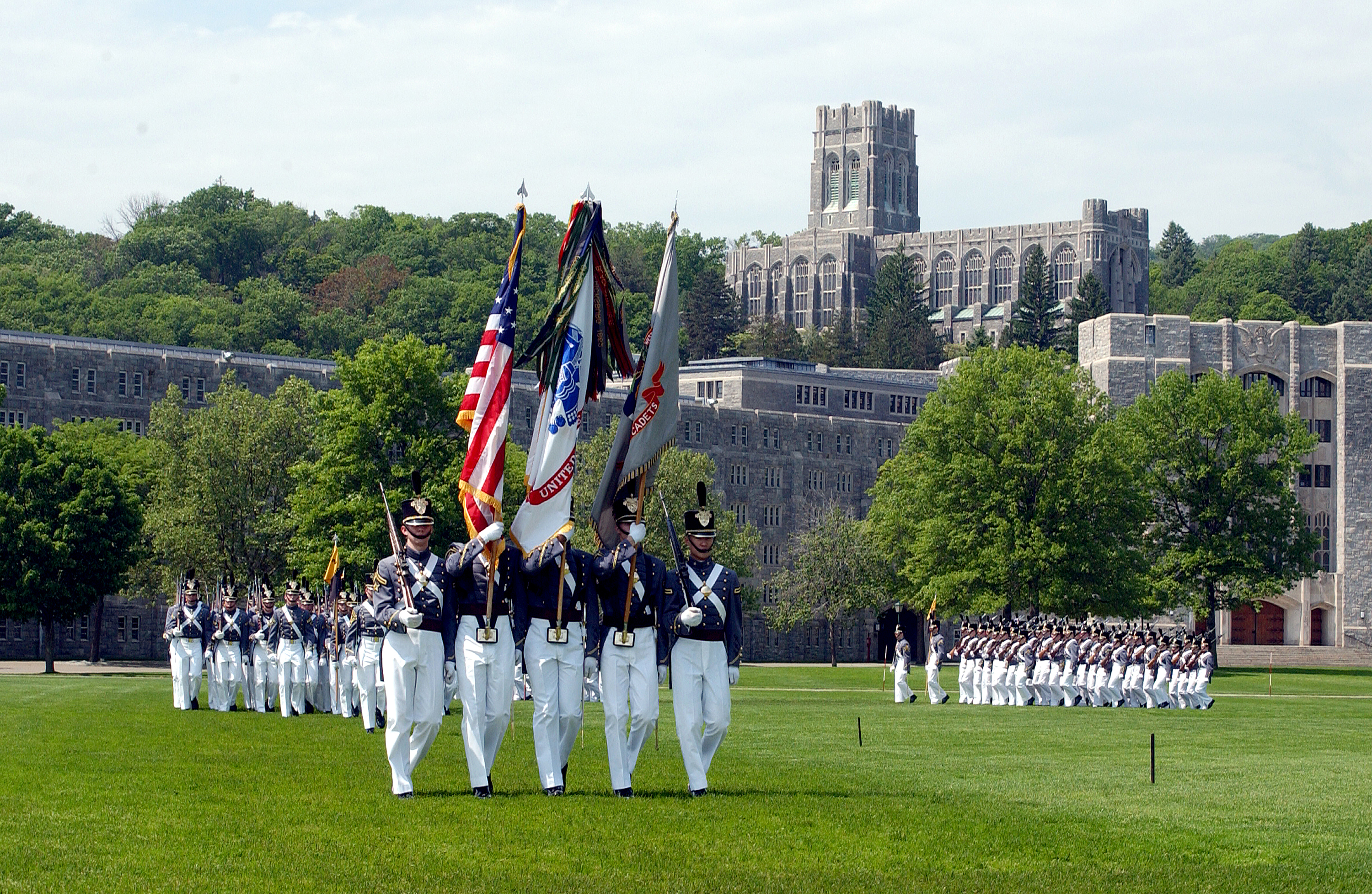
Alunos da Guarda.